# Guillermo Gortázar Echevarría
Guillermo Gortázar Echevarría (Vitòria, 20 de juliol de 1951) és un polític basc, diputat per Barcelona al Congrés dels Diputats en la V, VI i VII legislatures.

## Biografia
És doctor en Història, llicenciat en dret i màster per la Universitat de Califòrnia. Professor d'Història Contemporània Universal, Estratègies d'ensenyament i aprenentatge en Geografia i Història, i transició dels sistemes liberals a les democràcies a la UNED, secretari General (1996-2006) i president (2006-2014) de la Fundació Hispano Cubana i advocat col·legiat al Col·legi d'Advocats de Madrid.
Membre del Comitè Executiu i secretari de formació del Partit Popular, amb aquest partit ha estat diputat per la província de Barcelona a les eleccions generals espanyoles de 1993 1996 i 2000. Ha estat vocal de la Comissió d'Infraestructures i Medi Ambient (1993-1996), vocal suplent de la Diputació Permanent i president de la Comissió no Permanent de commemoració de la transició, exili i guerra civil. El 2001 va dimitir i ocupà el seu càrrec José Luis Ayllón Manso.

## Obres
- Cómo estudiar historia: guía para estudiantes (1995)